# Caroline Kehrer
Caroline Kehrer (Winnipeg, 9 april 1997) is een Canadees-Amerikaans voetbalspeelster. Ze speelt als aanvaller voor Bayer 04 Leverkusen in de Bundesliga

## Clubcarrière
Kehrer begon met voetballen tijdens haar tijd op Kelvin High School in haar geboortestad Winnipeg. Met haar schoolteam werd ze kampioen in 2012, 2013 en 2014 en ook provincaal kampioen in 2014. Ook was ze actief voor de Soccer's Best Academy. In 2015 ging ze naar de Verenigde Staten om aldaar te studeren. Ze speelde voor het sportteam van de Universiteit van Alabama, de Blazers, waarvoor ze in vier seizoenen 65 wedstrijden speelde in de American Ahtletic Conference op het NCAA Division 1. Ze maakte 15 doelpunten.
Na het behalen van haar Bachelor of Science in de psychologie, ging Kehrer voor het Deense Aalborg BK spelen. In het seizoen 2020 kwam ze in twaalf van de veertien wedstrijden van de club in actie in de Elitedivisionen, het hoogste niveau van Denemarken. Van februari tot 2021 kwam Kehrer uit voor het Hongaarse Ferencvárosi TC. Hier speelde ze tien competitiewedstrijden en maakte ze drie doelpunten in de Női NB I, het hoogste Hongaarse voetbalniveau. Hier speelde ze samen met landgenote Chandra Morden Bednar, met wie ze zowel kampioen werd als de beker won.
Na haar tijd bij Ferencvárosi TC kwam Kehrer uit voor het Portugese SCU Torreense. Ze kwam tien wedstrijden in actie, waarin ze drie doelpunten maakte, in de Campeonato Nacional Feminino. In de daaropvolgende twee seizoenen kwam Kehrer uit voor competitiegenoot SC Braga, waarvoor ze 43 wedstrijd speelde en daarin tot 21 doelpunten kwam.
Kehrer werd op 1 juli 2024 gecontracteerd door het Duitse Bayer 04 Leverkusen, actief in de Bundesliga. Op 31 augustus 2024 maakte Kehrer haar debuut in deze competitie in een uitwedstrijd tegen SC Freiburg. Ze startte in de basis en werd in de 78ste minuut gewisseld voor Estrella Merino Gonzalez. In haar tweede wedstrijd, thuis tegen Eintracht Frankfurt, maakte Kehrer haar eerste doelpunt in de Bundesliga door in de 14e minuut de 1-0 op het bord te zetten.

## Statistieken
| Seizoen | Club                | Competitie      | Competitie | Competitie | Beker | Beker | Overig | Overig | Totaal | Totaal |
| Seizoen | Club                | Competitie      | Wed.       | Dlp.       | Wed.  | Dlp.  | Wed.   | Dlp.   | Wed.   | Dlp.   |
| ------- | ------------------- | --------------- | ---------- | ---------- | ----- | ----- | ------ | ------ | ------ | ------ |
| 2020/21 | Aalborg BK          | Elitedivisionen | 12         | 0          | 0     | 0     | 0      | 0      | 5      | 1      |
| 2024/25 | Bayer 04 Leverkusen | Bundesliga      | 7          | 3          | 0     | 0     | 0      | 0      | 7      | 3      |
| Totaal  | Totaal              | Totaal          | 19         | 3          | 0     | 0     | 0      | 0      | 19     | 3      |

Bijgewerkt t/m 25 oktober 2024.